# 富永惣一
富永 惣一（とみなが そういち、1902年9月18日 - 1980年6月4日）は、日本の美術史家、美術評論家。男爵・安場末喜の孫。

## 略歴
東京市生まれ。学習院初等科、中等科、高等科を経て、1923年東京帝国大学文学部フランス文学科に進学する。翌年美学美術史学科に転科し、1926年同学科を卒業。1927年学習院講師、1929年学習院教授。1931年から1933年にかけて、宮内省在外研究員として欧米に留学。1949年、学習院大学文学部教授。1954年、美術評論家連盟会長。1959年、国立西洋美術館初代館長に就任するが、1968年に購入作品の真贋問題が追及された責任をとって辞任した。1968年大阪万国博覧会美術館館長、共立女子大学教授。1973年定年退任。
1969年シュヴァリエ・ド・ラ・レジォン・ドヌール勲章、1974年勲二等瑞宝章をそれぞれ受章。

## 家族
- 父の富永敏麿は秋田鉄道、日本郵船の重役。大審院判事・富永冬樹の長男で、東京帝国大学工科大学機械工学科卒。冬樹の実弟に矢野二郎。
- 母のワキは男爵安場末喜の長女で女子学習院出身[2]。
- 父方叔母の夫に小田切万寿之助。
- 妻の芳子は鹿子木小五郎の二女。

## 著書
- 『希臘彫刻』アトリヱ社 1939
- 『美術随想』創芸社 1948
- 『ロダン』雄山閣 1949
- 『セザンヌ』1949 (アルス美術文庫)
- 『ギリシアの彫刻』美術出版社 1951 (少年美術文庫)
- 『美術の歴史と見方』至文堂 1952 (学生教養新書)
- 『ギリシア彫刻』人文書院 1954
- 『ピカソ 現代絵画論』1954 (岩波新書)
- 『美と感覚 フランス美術をめぐりて』朝日新聞社 1956
- 『西洋美術館』修道社 1956
- 『ミケランジェロ』講談社 1959 (世界伝記全集)
- 『世界の美術・絵画と彫刻』偕成社 1961 (目で見る学習百科)
- 『近代絵画』保育社 1963 (カラーブックス)
- 『美術の図鑑』小学館の学習図鑑シリーズ 1966
- 『ヨーロッパの美術館案内（編著）』鹿島出版会 1975

## 編纂
- 『西洋美術文庫』第11巻 セザンヌ アトリエ社 1939
- 『ドラクロアの素描』創芸社 1944
- 『セザンヌ』弘文堂 1952 (アテネびじゅつぶんこ)
- 『原色版美術ライブラリー 第29 マチス』みすず書房 1955
- 『ピカソ』大日本雄弁会講談社 1955 (講談社版アート・ブックス)
- 『セザンヌ』大日本雄弁会講談社 1955 (講談社版アート・ブックス)
- 『ブラック ジョルジュ・ブラック』大日本雄弁会講談社 1955 (講談社版アート・ブックス)
- 『原色版美術ライブラリー 第13 十九世紀の絵画』みすず書房 1956
- 『現代色彩講座 第5巻 芸術と色彩』修道社 1958
- 『図説世界文化史大系 第5 ギリシア』村川堅太郎共編 角川書店 1960
- 『図説世界文化史大系 第6 ローマ』村川堅太郎共編 角川書店 1960
- 『日本美術大系』第10巻 現代美術 講談社 1960
- 『世界美術全集 第35-36巻 西洋(近代)』角川書店 1961-1963
- 『印象派 第1-2』みすず書房 1961
- 『講談社版日本近代絵画全集 第13巻 梅原龍三郎』1962
- 『世界美術大系 第24巻 現代美術』講談社 1963
- 『世界の美術 第17 ルノワール』河出書房新社 1963
- 『世界の文化 第5 ギリシア』田中美知太郎共編 河出書房新社 1964
- 『世界の名画 第4 セザンヌ・モジリアニ』学習研究社 1965
- 『世界の美術 第1 原始・古代の美術』河出書房新社 1966
- 『世界美術全集 第19 ルオー』河出書房新社 1969
- 『ファブリ世界名画集 31 ポール・セザンヌ』平凡社 1969
- 『現代世界美術全集 4 ルノワール』集英社 1969
- 『ファブリ世界名画集 26 エドゥアール・マネ』平凡社 1970
- 『世界の美術館 第31 イスタンブール美術館』講談社 1971
- 『現代世界美術全集 5 ロダン ブールデル』武者小路実篤共著 集英社 1971
- 『ファブリ世界名画集 41 ピエール・ボナール』平凡社 1971
- 『ファブリ世界名画集 86 テオドール・ジェリコー』平凡社 1972
- 『ファブリ世界名画集 93 モーリス・ド・ヴラマンク』平凡社 1972
- 『現代世界美術全集 24 アングル・ドラクロワ』集英社 1972
- 『グランド世界美術 20 ルノワールとドガ』講談社 1974
- 『新潮美術文庫 20 ドラクロワ』1975
- 『世界彫刻美術全集 9 ミケランジェロ』小学館 1975
- 『現代日本の美術 12 棟方志功』集英社 1975
- 『グランド世界美術 19 モネと印象派』講談社 1975

## 翻訳
- 『パルテノォン / コリニョン』岩波書店 1929 (美術叢書)
- 『エチュード』ジャック・リヴィエール 佐藤正彰、河上徹太郎、小林秀雄共訳中の「畫家論」、芝書店、1933
- 『ヴァザリ美術家伝 第1』隈元謙次郎共訳 青木書店 1943
- 『イタリア絵画史 第1巻』スタンダール 吉川逸治共訳 河出書房 1943
- 『美は終らず 美学について』ポオル・ヴアレリイ全集 第14巻 筑摩書房 1947
- 『イタリア絵画史 第1-3巻』吉川逸治共訳 スタンダール全集 河出書房 1948
- 『パンプロナの祭』インゲ・モラート 平凡社 1957 (世界写真作家シリーズ)
- 『ルオーの手紙 ルオー=シュアレス往復書簡』安藤玲子共訳 河出書房新社 1971
- 『現代の絵画 3 セザンヌと後期印象派』アルベルト・マルティーニ、レナータ・ネグリ 平凡社 1974

## 記念論集
- 『富永惣一先生古稀記念論文集』天心社刊行会 1972.12